# Street Angel
Street Angel (bra: O Anjo das Ruas) é um filme mudo norte-americano de 1928 dirigido por Frank Borzage, com roteiro de H. H. Caldwell, Hilliker Katherine, Philip Klein, Marion Orth e Henry Roberts Symonds baseado na peça Lady Cristilinda, de Monckton Höffe.

## Sinopse
Em Naples, onde as prostitutas não conseguem pagar seu aluguel, Angela é condenada a 1 ano de prisão quando tentar roubar para pagar o remédio de sua mãe a beira da morte. Ela escapa e vai viver escondida em um circo, onde conhece Gino, um pintor vagabundo. Quando ela quebra o tornozelo durante uma apresentação, ela e Gino precisam decidir o que fazer de suas vidas. 

## Elenco principal
- Janet Gaynor .... Angela
- Charles Farrell .... Gino
- Alberto Rabagliati .... Policial
- Cino Conti .... Policial
- Guido Trento .... Neri, o Sargento
- Henry Armetta .... Mascetto
- Louis Liggett .... Beppo
- Milton Dickinson .... Bimbo
- Helena Herman .... Andrea
- Natalie Kingston .... Lisetta
- Dave Kashner .... o Homem Forte
- Jennie Bruno .... Landlady

## Prêmios e indicações
Oscar 1929 (EUA)
- Venceu
  - Melhor atriz para Janet Gaynor[2][nota 1]